# Johann Pezzl

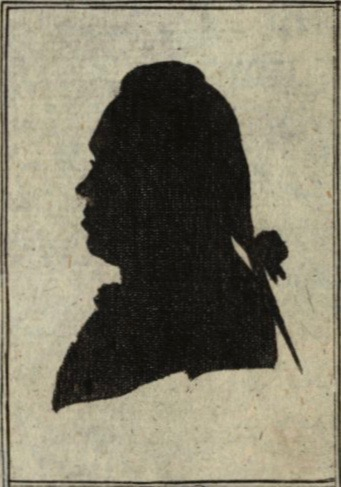
Johann Pezzl, zeitgenössischer Schattenriss.

Johann Pezzl (* 30. November 1756 in Mallersdorf; † 9. Juni 1823 in Wien) war ein Schriftsteller und Bibliothekar der Aufklärung.

## Leben
Johann Pezzl war in seiner frühen Schaffensphase ein radikaler, antiklerikaler Aufklärer, der zu seiner Zeit mit Voltaire verglichen wurde. Der Sohn eines Klosterbäckers besuchte eine Klosterschule, das Lyzeum in Freising, und wurde 1775 Novize der Benediktiner vom Kloster Oberalteich. Schon nach einem Jahr verließ er den Orden wieder. Ab 1776 studierte er an der aufklärerisch orientierten Benediktineruniversität Salzburg Rechtswissenschaft. Dort lernte er Johann Kaspar Riesbeck kennen, der ihn mit weiteren Aufklärungsschriften bekannt machte und ihn in bayerische Freimaurer- und Illuminaten-Kreise einführte. Zwischen 1780 und 1783 erschienen in Zürich seine Briefe aus dem Noviziat, in denen er dem weltabgewandten Mönchstum ein aufgeklärtes, weltoffenes Bürgertum entgegenstellte. Es wurde in Kurbayern sofort verboten. Als 1780 auch in Salzburg eine Untersuchungskommission gegen ihn ermittelte, ging er nach Zürich und veröffentlichte 1783 dort auch seinen Voltaires Candide nachempfundenen Roman Faustin oder das philosophische Jahrhundert. Das Buch wurde sehr populär und kann „geradezu als Illuminatenroman bezeichnet werden“ (Helmut Perl). Der Titelheld findet auf einer Bildungsreise durch Europa allerorts nur kirchliche Intoleranz und philosophische Unfreiheit, bis er zuletzt nach Wien gelangt, wo er von der Regierung Joseph II. angetan ist.
Auch privat vollzog er diese Bewegung: Seit 1784 lebte Pezzl in Wien, wo er anfangs die Bibliothek des Wenzel Anton Graf Kaunitz betreute. In diesem Jahr erschien auch sein heute bekanntestes Buch Reise durch den Baierischen Kreis. 1785 trat er in die Freimaurerloge „Zum Palmbaum“ ein und gehörte auch zum Kreis um die Freimaurerloge „Zur wahren Eintracht“ des Wiener Illuminaten Ignaz von Born. Er verkehrte auch im Greinerschen Salon, im Kreis um Caroline Pichler. 1791 wurde er Beamter in der Hofchiffrierkanzlei. Pezzls spätere Schriften und Bücher behandeln vor allem Wien und Österreich, darunter Stadtschilderungen im Stil von Louis-Sébastien Mercier. Er gilt als „bedeutender Wiener Aufklärer“, Topograf und Sittenschilderer, der auch zur Entstehung des österreichischen Nationalbewusstseins beigetragen habe. Seine späten Schriften übten freilich scharfzüngige Kritik an der Aufklärung und am Josephinismus.
Im 17. Wiener Gemeindebezirk ist die Pezzlgasse nach ihm benannt.
Vom 22. bis 24. Juni 2023 fand an der Universität Regensburg die internationale Konferenz „Aufklärung zwischen Praxis und Utopie“ statt, die seinem literarischen Schaffen gewidmet war.

## Werke
- Briefe aus dem Noviziat (1780–83, 3 Bände)
- Reise durch das Gebiet von Zürich (1783)
- Faustin oder das philosophische Jahrhundert (1783, Neuauflage 1982)
  - Faustin ou le siècle philosophique (1784, französische Übersetzung)
- Reise nach Ostindien und China, auf Befehl des Königs unternommen vom Jahr 1774 bis 1781. (1783, Verfasser Pierre Sonnerat, aus dem Französischen übersetzt von Johann Pezzl, 2 Bände)
- Reise durch den Baierschen Kreis (1784, Neuauflage 1982; Audio-CD „Mit Johann Pezzl durch Bayern, 1784“, 2000)[2]

- Marokkanische Briefe (1784) (Dazu Gegenschrift des Altöttinger Kuratpriesters Josef Aloys Schmid: Wider die heutigen Neuerer im politischen und Religionssysteme, 1786)
- Reisen eines Philosophen oder Bemerkungen über die Sitten von Afrika, Asien und Amerika (nach Poivre aus dem Französischen übersetzt)
- Merkwürdige Schriften zum Andenken des philosophischen Jahrhunderts (1785) (Digitalisat)
- La princesse de Babylon (1785, Übersetzung von Voltaires Erzählung)
- Schilderung des ottomanischen Reiches (1785, Verfasser Mouradgea d’Ohsson, aus dem Englischen übersetzt)
- Reise durch Polen, Russland, Schweden, und Dänemark. Mit historischen Nachrichten, und politischen Bemerkungen begleitet (1785–1792, Verfasser W. Coxe, aus dem Englischen übersetzt von Johann Pezzl, 3 Bände)
- Skizze von Wien (1786–90, 6 Hefte) (Digitalisat)
- Schatten und Licht, Epilog zu den Wiener Maurerschriften (1786)
- Biographisches Denkmal Riesbecks (1786)
- Vertraute Briefe über Katholiken und Protestanten (1787), Digitalisat (PDF)
- Abdul Erzerum’s neue persische Briefe (1787)
- Sinzerus, der Reformator (1787, anonym, evtl. Johann Pezzl)
- Denkmal auf M. Stoll (1788)
- Charakteristik Josephs II. (1790)
- Österreichische Biographien (1790–92, 4 Bände)
- Loudon’s Lebensgeschichte (1791)
- Lebensbeschreibungen des Fürsten Raimund Montekukuli, des Fürsten Wenzel Lichtenstein, des Hofraths Ignatz von Born samt einem Portraite (1792)
- Geschichte Papst Pius des Sechsten, seligen Gedächtniß (1800)
- Ulrich von Unkenbach und seine Steckenpferde (1800–1802, 2 Bände)
- Neue Skizze von Wien (1805)
- Beschreibung von Wien (1806)
- Die Umgebungen Wiens (1807)
- Gabriel oder die Stiefmutter Natur (1810, Roman)
- Description et plan de la ville de Vienne (1812)
- Les environs de Vienne (1812)
- Beschreibung der Haupt- und Residenz-Stadt Wien (1816)
- Wien mit Umgebung und dessen Merkwürdigkeiten (1821)
- Chronik von Wien (1824; postum hrsg. von Franz Tschischka)